# Innocenza selvaggia
Innocenza selvaggia (Sauvage Innocence) è un film del 2001 diretto da Philippe Garrel.
In Italia, il film è stato distribuito nell'edizione originale in francese con sottotitoli, dalla Revolver.

## Trama
Il regista François Mauge non trova produttori disposti a finanziare un suo progetto, di cui ha già scritto la sceneggiatura. Il titolo dovrebbe essere "Innocenza selvaggia". Ambientato ad Anversa ed Amsterdam, vuole essere un film contro l'eroina, che ha distrutto la vita della compagna del regista, Carole.
Soprattutto per timore di perdere Lucie, giovane attrice fresca di accademia, di cui si è da poco innamorato e che vuole come protagonista del film, accondiscende ad un mefistofelico patto con Chas, sedicente mercante di auto di lusso, di origini libanesi. Realizzerà il suo film e, in cambio, farà per lui un paio di viaggi in Italia e Spagna, come corriere di grossi quantitativi di droga.
"Ti voglio al mio fianco nel film e nella vita", aveva promesso a Lucie. Ma la lavorazione crea zone di oscurità tra loro. Il regista, nel suo fervore creativo, è insoddisfatto, irritabile, infastidito dalla presenza di Chas, che assiste di frequente alle riprese - dal viaggio in Spagna, tra l'altro, François è tornato col volto segnato, conseguenza di incomprensioni con la malavita locale. La fragile giovane, angosciata dalla paura di non corrispondere alle aspettative del compagno, che attraverso lei vuol far rivivere l'adorata Carole, cerca conforto in Zsazsa, la donna, di origini ungheresi, di Chas. Ma da lei trova anche l'eroina. E si convince che la sostanza possa esserle d'aiuto per entrare nella parte.
Durante una pausa nelle riprese viene trovata morta con una siringa nella carne.

## Critica

### Vita e cinema in Garrel
"Ho scritto la mia prima sceneggiatura a quindici anni." (François a Lucie, nel film)
Nell'opera di un regista, che ha col cinema un "legame di sangue che precede e forma ogni giudizio", è costante la rielaborazione di temi autobiografici, anche se la coerenza del suo discorso politico-esistenziale gli è costata molto in termini di isolamento, incomprensioni, difficoltà.
Come già era accaduto per J'entends plus la guitare (Leone d'Argento a Venezia 1991), la figura di Carole, che il regista François Mauge vuole far rivivere in forma idealizzata, sottratta alla "fredda e necessaria determinazione della vita", riconduce a Nico, cantante del gruppo Velvet Underground, compagna di vita e protagonista di alcuni film del regista negli anni settanta. Ma anche in questo film la selvaggia innocenza della vita è destinata ad avere la meglio; come in tutta la produzione di Garrel "ogni corpo si sgretola lentamente, muta, si carica di pesanti fardelli, che ne rallentano e confondono il percorso." 

### La Nouvelle vague
Nel film, alla denuncia della corruzione dell'industria cinematografica, si accompagna una riflessione sull'ambigua relazione tra arte e vita, sulla scia della Nouvelle vague cui Garrel rende omaggio anche con il B/N di Raoul Coutard, uno dei grandi operatori del nuovo cinema francese (Fino all'ultimo respiro, Jules e Jim, Tirate sul pianista).
A Coutard, che recupera qui la "gamma dei grigi dei primi film di Truffaut", e che negli ultimi anni della sua attività ha collaborato con Garrel anche in La naissance de l'amour e La coeur fantôme, il regista dedicò un cameo, nel ruolo di operatore del film che François sta dirigendo; una citazione di Godard, sempre con Coutard, ne Il disprezzo.

## Riconoscimenti
- 58 Mostra Internazionale d'Arte Cinematografica di Venezia
  - Premio FIPRESCI